# Hilary Stellingwerff
Hilary Stellingwerff, född 7 augusti 1981, är en friidrottare från Kanada. Hon deltog vid olympiska sommarspelen 2012.